# Blaison-Saint-Sulpice
Blaison-Saint-Sulpice es una comuna nueva francesa situada en el departamento de Maine y Loira, de la región de Países del Loira.

## Historia
Fue creada el 1 de enero de 2016, en aplicación de una resolución del prefecto de Maine y Loira de 23 de noviembre de 2015 con la unión de las comunas de Blaison-Gohier y Saint-Sulpice, pasando a estar el ayuntamiento en la antigua comuna de Blaison-Gohier.

## Demografía
| Gráfica de evolución demográfica de Blaison-Saint-Sulpice entre 1800 y 2013 |
|                                                                             |

Los datos entre 1800 y 2013 son el resultado de sumar los parciales de las dos comunas que forman la nueva comuna de Blaison-Saint-Sulpice, cuyos datos se han cogido de 1800 a 1999 (o a 2006 según corresponda), para las comunas de Blaison-Gohier y Saint-Sulpice de la página francesa EHESS/Cassini. Los demás datos se han cogido de la página del INSEE.

## Composición
| Comuna delegada | Código INSEE | Población (2013) | Superficie (km²) | Densidad (hab./km²) |
| --------------- | ------------ | ---------------- | ---------------- | ------------------- |
| Blaison-Gohier  | 49029        | 1045             | 21.45            | 49                  |
| Saint-Sulpice   | 49322        | 189              | 2.90             | 65                  |